# ريد سميث
ريد سميث (بالإنجليزية: Walter Reed)‏ هو ممثل أمريكي، ولد في 10 فبراير 1916 ببينبريج آيلاند في الولايات المتحدة، وتوفي في 20 أغسطس 2001 بسانتا كروز في الولايات المتحدة.

## أعمال

### أفلام
- (1954) السامي والقوي
- (1962) كيف غلب الغرب[2][3]
- (1964) خريف قبيلة شايان
- (1966) حصى الرمال
- (1970) تورا! تورا! تورا!

## وصلات خارجية
- ريد سميث على موقع IMDb (الإنجليزية)
- ريد سميث على موقع ألو سيني (الفرنسية)
- ريد سميث على موقع أول موفي (الإنجليزية)
- ريد سميث على موقع قاعدة بيانات برودواي على الإنترنت (الإنجليزية)
- ريد سميث على موقع قاعدة بيانات الأفلام السويدية (السويدية)
- ريد سميث على موقع قاعدة بيانات الفيلم (الإنجليزية)
- ريد سميث على موقع كينوبويسك (الروسية)